# The Sarah Jane Adventures
The Sarah Jane Adventures (traducido como Las aventuras de Sarah Jane) es una serie británica de ciencia ficción producida por BBC Cymru Wales para la CBBC, creada por Russell T Davies y protagonizada por Elisabeth Sladen. Se trata de un spin-off de la serie Doctor Who y narra las aventuras de Sarah Jane Smith, una periodista de investigación de mediana edad que, en su juventud, tuvo muchas aventuras en el espacio y el tiempo. La serie se estrenó en BBC One con un especial de 60 minutos titulado Invasion of the Bane el 1 de enero de 2007, seguido por una temporada de diez episodios de 25 minutos que comenzó el 24 de septiembre de 2007. Siguieron dos temporadas más, con seis historias en dos partes de un total de doce episodios cada una, con Davies como productor ejecutivo.
La cuarta temporada se emitió a partir de octubre de 2010. El rodaje de tres de los seis episodios dobles de la quinta temporada se realizó en 2011. Los otros tres se cancelaron tras la muerte de Sladen el 19 de abril de 2011. Aunque algunos medios británicos, entre ellos The Sun, informaron en mayo de 2011 que la producción de la serie iba a continuar, la BBC declaró que no se filmarían más episodios. La quinta temporada se emitiría desde el 3 de octubre de 2011 los lunes y martes. Terminó apenas dos semanas más tarde, el 18 de octubre de 2011.
The Sarah Jane Adventures fue nominada a un British Academy Children's Award en 2008 en la categoría de mejor drama y a un BAFTA Cymru en 2009 en la categoría de mejor drama infantil. El programa ganó un premio Royal Television Society en 2010 al mejor drama infantil.

## Desarrollo
En 2006, CBBC expresó interés en producir un spin-off de Doctor Who. Su idea inicial fue la de un drama basado en la juventud del Doctor, pero Russell T Davies vetó esto: "De alguna forma, la idea de un Doctor de 14 años en Gallifrey inventando destornilladores sónicos se lleva gran parte del misterio y la intriga de quién es y de dónde viene", dijo Davies. En su lugar sugirió una serie basada en la antigua compañera del Doctor, Sarah Jane Smith.
El personaje de Sarah Jane Smith, interpretado por Elisabeth Sladen, apareció en Doctor Who entre 1973 y 1976, junto a Jon Pertwee como el Tercer Doctor, y después con Tom Baker como el Cuarto Doctor. También en un episodio piloto para otro spin-off de la serie en 1981, K-9 and Company, junto al perro robótico K-9, que no llegó a convertirse en serie. Sarah Jane aparecerían esporádicamente a lo largo de los años en Doctor Who, sobre todo en el especial del 20 aniversario, The Five Doctors (1983), y en los episodios Reunión escolar (2006), La Tierra robada (2008), El fin del viaje (2008) y El fin del tiempo (2010), junto al décimo Doctor, David Tennant.
Sarah Jane había sido votada varias veces como la acompañante más popular del Doctor, tanto por los fanes del programa como por el público en general.
La idea de una nueva serie de televisión enfocada en Sarah Jane Smith se rumoreó por primera vez en el diario The Sun en marzo de 2006, antes de la emisión del capítulo "Reunión escolar". La noticia sugería que Sarah Jane y K-9 aparecerían en la serie. El hecho de que se estaba rodando una serie sobre Sarah Jane se confirmó por primera vez en el sitio interno de noticias de la BBC, Ariel, a principios de agosto de 2006.
Estos rumores vinieron del título de trabajo del proyecto, Sarah Jane Investigates (Sara Jane investiga)
Las únicas apariciones de K-9 en las dos primeras temporadas fueron un cameo en el especial y una aparición en el último episodio de la primera temporada. Esto se debió al desarrollo concurrente de la serie para niños producida independientemente, K-9, que tiene como protagonista a una versión remodelada de K-9 con algunas relaciones indirectas a Doctor Who.
Sin embargo, en 2009 el robot apareció con el reparto de la serie en un sketch para Comic Relief y K-9 apareció en seis episodios de la tercera temporada, a la que siguieron dos apariciones más en la cuarta temporada. No apareció en toda la temporada cinco.

### Producción
La producción de la serie comenzó en abril de 2007. Dos de las cinco historias de dos partes fueron escritas por Gareth Roberts. Phil Ford, de Bad Girls y New Captain Scarlet escribió otras dos, y Phil Gladwin escribió una. El creador y productor ejecutivo Russel T Davies iba a escribir una historia pero no pudo hacerlo por su trabajo en los otros proyectos.

### Emisión internacional
La CBBC comenzó a emitir The Sarah Jane Adventures con el especial de Año Nuevo "Invasion of the Bane" el 13 de enero de 2008, emitiendo el resto de la serie los domingos. El canal de Sudáfrica SABC 2 empezó a emitir la serie el 9 de febrero de 2008. El canal de Honk Kong ATV World, que también había emitido Doctor Who y Torchwood, emitió la serie desde el 17 de febrero de 2008. La primera temporada se emitió en Syfy en Estados Unidos desde el 11 de abril de 2008, pero fue la única temporada emitida en la televisión estadounidense, aunque las otras temporadas se publicaron en DVD sin haber sido previamente emitidas en televisión. En Australia, la emisión comenzó el 31 de octubre en Nickelodeon Australia. También se emite en Nueva Zelanda en Nickelodeon New Zealand y en Bélgica en Ketnet.

## Reparto
Además de Sladen, la primera temporada presenta a Yasmin Paige con Maria Jackson, la vecina de trece años de Sarah en Ealing, Londres, y Tommy Knight como un niño llamado Luke Smith, que es adoptado por Sarah Jane al final del episodio inicial. Joseph Millson aparece a lo largo de la primera temporada como Allan, el padre de Maria, recientemente separado de la madre de Maria, interpretada por Juliet Cowan. El tercer miembro del joven grupo de Sarah Jane es Clyde Langer, un joven de catorce años interpretado por Daniel Anthony, que aparece en el primer episodio de la primera temporada regular. La actriz Porsha Lawrence Mavour interpretó brevemente a la amiga de Maria, Kelsey Hooper, en "Invasion of the Bane" emitido antes de la primera temporada. Maria y su familia abandonan la serie al principio de la segunda temporada en The Last Sontaran, pero Maria y su padre vuelven brevemente en la segunda parte de The Mark of the Berserker. En la segunda historia de esa temporada, The Day of the Clown, se introducen varios personajes regulares: Rani Chandra y sus padres Haresh y Gita, interpretados por Anjli Mohindra, Ace Bhatti y Mina Anwar respectivamente.
Otro actor regular es Alexander Armstrong, del dúo cómico Armstrong and Miller, que da voz a Mr Smith, un ordenador extraterrestre en el ático de Sarah Jane. El especial de 2007 presentó a Samantha Bond como villana principal y Jamie Davis como su agente. La primera temporada incluyó como actores invitados a Jane Asher como una amiga de la infancia de Sarah, Floella Benjamin como la profesora Rivers, que volvería en varias temporadas, y Phyllida Law como Bea Nelson-Satanley. La segunda temporada tuvo a Bradley Walsh como un alienígena con forma de payaso y Russ Abbot como un siniestro astrólogo. También aparecieron en la segunda temporada Gary Beadle y Jocelyn Jee Esien, que interpretan a los padres de Clyde; Esien repitió su papel tímidamente en la temporada 4 y más frecuentemente en la temporada 5. Nicholas Courtney apareció en Enemy of the Bane como el personaje del Doctor Who clásico, Sir Alistair Lethbridge-Stewart, y Samantha Bond también repitió su papel de Wormwood para el episodio.
Los productores ejecutivos originales de la serie eran Phil Collinson, Davies y Julie Gardner. Susie Liggat produjo el piloto, pero Matthew Bouch trabajó como productor de la serie. El coguionista Gareth Roberts escribió en Doctor Who Magazine: "Estamos todos decididos en que esto será un drama grande y completo; y nadie debería pensar en él como 'sólo' un programa para niños". Sue Nott fue la productora ejecutiva de la segunda temporada para la CBBC.
En diciembre de 2007, la BBC anunció que Gardner sería reemplazada por Piers Wenger como productora ejecutiva de Doctor Who en enero de 2009, pero que seguiría trabajando en Torchwood y The Sarah Jane Adventures a lo largo de 2008.
La cuarta temporada de 2010 tuvo de productores ejecutivos a Davies y Nikki Wilson, y los productores fueron Brian Minchin y el guionista regular Phil Ford. Durante esta temporada se introdujo a Cyril Nri como nuevo actor regular. El equipo de producción se mantuvo para los episodios terminados de la temporada 5, que se habían rodado a la vez que la temporada 4. La corta y última quinta temporada introdujo un personaje principal nuevo, Sky, interpretado por Sinead Michael. Como quedó inconclusa, muchas tramas de la quinta temporada quedaron sin resolver.

### Reparto protagonista
| Actor                     | Personaje        | Duración      | Episodios |
| ------------------------- | ---------------- | ------------- | --- |
| Elisabeth Sladen          | Sarah Jane Smith | 2007-11       | Todos los episodios |
| Tommy Knight              | Luke Smith       | 2007-11       | "Invasion of the Bane" a The Nightmare Man (excepto The Eternity Trap), Goodbye, Sarah Jane Smith, Sky y The Man Who Never Was                  |
| Sinead Michael            | Sky Smith        | 2011          | De Sky a The Man Who Never Was |
| Yasmin Paige              | Maria Jackson    | 2007-08       | De "Invasion of the Bane" a The Last Sontaran y The Mark of the Berserker                                                                       |
| Daniel Anthony            | Clyde Langer     | 2007-11       | De Revenge of the Slitheen a The Man Who Never Was                                                                                              |
| Anjli Mohindra            | Rani Chandra     | 2008-11       | De The Day of the Clown a The Man Who Never Was                                                                                                 |
| Alexander Armstrong (voz) | Mr. Smith        | 2007-11       | Todas las historias salvo The Eternity Trap y Lost in Time                                                                                      |
| John Leeson (voz)         | K-9              | 2007, 2009-10 | "Invasion of the Bane", The Lost Boy, De The Mad Woman in the Attic a The Nightmare Man (excepto The Eternity Trap) y Goodbye, Sarah Jane Smith |

### Reparto regular
| Actor             | Personaje                | Duración      | Episodios |
| ----------------- | ------------------------ | ------------- | --- |
| Joseph Millson    | Alan Jackson             | 2007–08       | De "Invasion of the Bane" a The Last Sontaran (excepto Warriors of Kudlak), y The Mark of the Berserker |
| Juliet Cowan      | Chrissie Jackson         | 2007–08       | De "Invasion of the Bane" a The Last Sontaran (excepto Warriors of Kudlak) |
| Floella Benjamin  | Profesora Celeste Rivers | 2007-09, 2011 | The Lost Boy, The Day of the Clown, The Eternity Trap and Sky |
| Ace Bhatti        | Haresh Chandra           | 2008–11       | De The Day of the Clown a The Curse of Clyde Langer (excepto The Mad Woman in the Attic, The Eternity Trap, The Gift, The Nightmare Man y Lost in Time).                                                                   |
| Mina Anwar        | Gita Chandra             | 2008–11       | De The Day of the Clown a Sky (excepto The Mark of the Berserker, The Mad Woman in the Attic, The Eternity Trap, Mona Lisa's Revenge, The Gift, The Nightmare Man, Death of the Doctor, The Empty Planet and Lost in Time) |
| Jocelyn Jee Esien | Carla Langer             | 2008, 2010-11 | The Mark of the Berserker, The Empty Planet y The Curse of Clyde Langer |
| Paul Marc Davis   | The Trickster            | 2007-09       | Whatever Happened to Sarah Jane?, The Temptation of Sarah Jane Smith y The Wedding of Sarah Jane Smith |
| Samantha Bond     | Mrs Wormwood             | 2007-08       | "Invasion of the Bane" y Enemy of the Bane |
| Jimmy Vee         | Krizlok the Graske       | 2007-08       | Whatever Happened to Sarah Jane? y The Temptation of Sarah Jane Smith |
| Anthony O'Donnell | Commander Kaagh          | 2008          | The Last Sontaran y Enemy of the Bane |
| Huw Higginson     | Mr Cunningham            | 2008          | The Day of the Clown y The Mark of the Berserker |
| Elijah Baker      | Steve Wallace            | 2008, 2011    | The Day of the Clown, The Mark of the Berserker y The Curse of Clyde Langer |
| Mark Goldthorp    | Androvax                 | 2009-10       | Prisoner of the Judoon y The Vault of Secrets |
| Cyril Nri         | Shopkeeper               | 2010-11       | Lost in Time and Sky |

### Personajes deDoctor Who
Además de K-9 y Sarah Jane, en The Sarah Jane Adventures han aparecido algunos de los personajes pasados y presentes de Doctor Who.
| Actor             | Personaje                                 | Duración | Episodios                                      |
| ----------------- | ----------------------------------------- | -------- | ---------------------------------------------- |
| Lachele Carl      | Trinity Wells                             | 2007-08  | Revenge of the Slitheen y Secrets of the Stars |
| Nicholas Courtney | Brigadier Lethbridge-Stewart              | 2008     | Enemy of the Bane                              |
| David Tennant     | El Doctor                                 | 2009     | The Wedding of Sarah Jane Smith                |
| Katy Manning      | Jo Jones (también conocida como Jo Grant) | 2010     | Death of the Doctor                            |
| Matt Smith        | El Doctor                                 | 2010     | Death of the Doctor                            |

Muchos otros han sido nombrados en diálogos. Muchos antiguos compañeros del Doctor son nombrados en "The Death of the Doctor", y esta historia también incluye flashbacks con imágenes de archivo del tercer (Jon Pertwee), cuarto (Tom Baker) y décimo Doctor (David Tennant). El compañero Harry Sulivan es nombrado varias veces, y se ve una fotografía suya en un episodio. En un número de Doctor Who Magazine, se leyó a Sophie Aldred en un correo electrónico de Russel T Davies que declaraba su plan de presentar a Ace en una historia si la serie hubiera continuado.